# Juliet Holness
Juliet Holness là vợ của Thủ tướng Jamaica Andrew Holness và là thành viên của Hạ viện. Holness là một diễn giả động lực, chủ sở hữu bất động sản, đại lý, kế toán và nhà văn. Cô sinh ra và lớn lên ở St. Catherine, Jamaica.

## Tuổi thơ
Năm 1997, cô kết hôn với Andrew Holness, người mà cô đã gặp khi còn là học sinh tại trường trung học St. Catherine trong những năm 1980. 